# Barnaba Oriani
Pour les articles homonymes, voir Oriani.

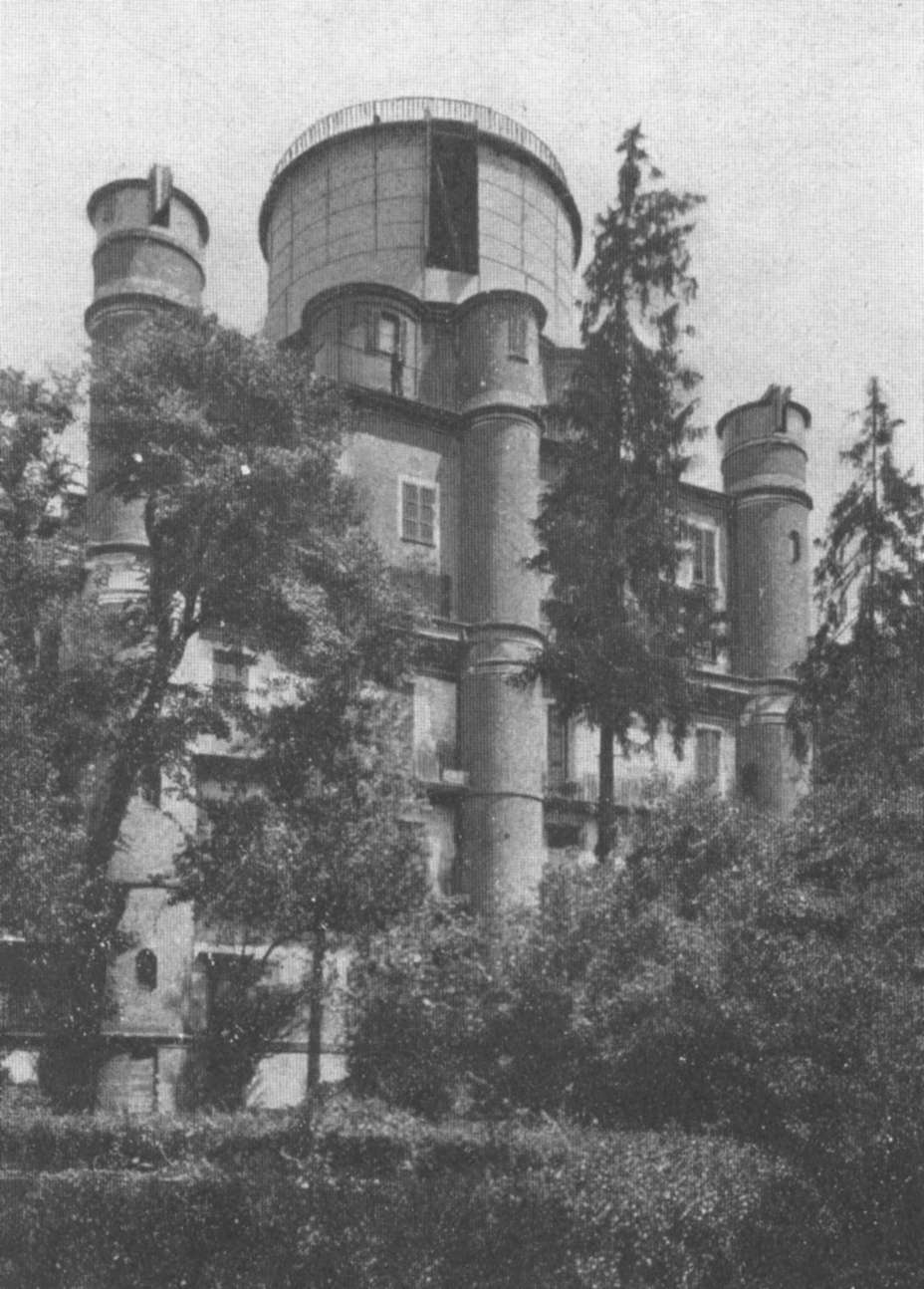
L'observatoire de Brera, tel qu'il était à la fin du XIXe siècle.

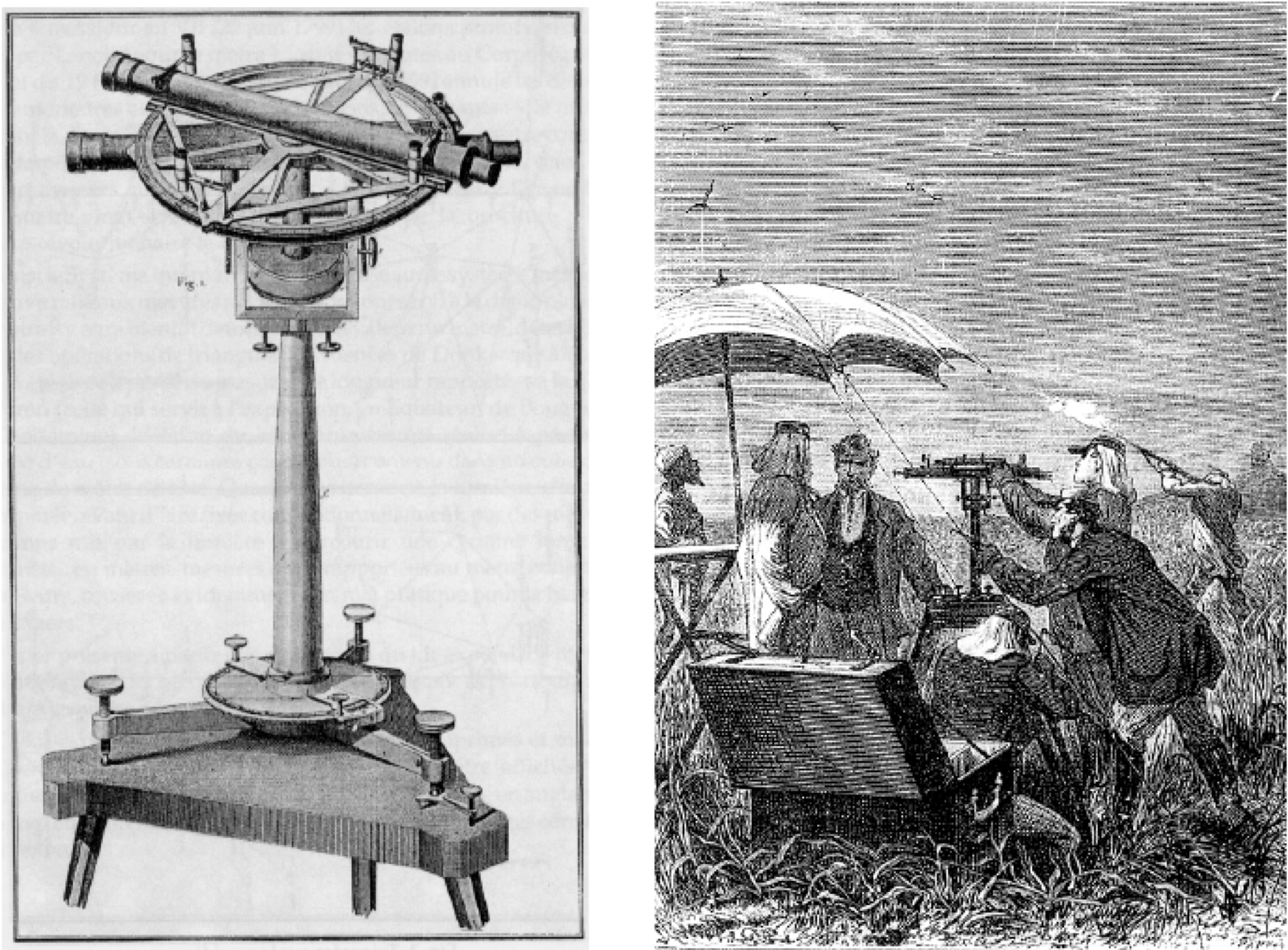
À gauche : Cercle répétiteur de Borda. À droite : Campagne de mesures au moyen d'un cercle de Borda.

Barnaba Oriani (né le 17 juillet 1752 à Garegnano, et mort le 12 novembre 1832 à Milan) est un prêtre catholique barnabite, scientifique et astronome italien de la fin du XVIIIe et du début du XIXe siècle.

## Biographie
Oriani naquit à Garegnano (aujourd'hui faubourg de Milan), près de la Chartreuse de Garegnano. Ses parents, des paysans pauvres, l'avaient placé en apprentissage chez un maître maçon.
Des moines chartreux, frappés de son intelligence, l'accueillirent dans leur monastère. Après lui avoir enseigné les premiers éléments; ils l'envoyèrent ensuite achever son éducation chez les Barnabites du Collège Sant'Alessandro à Milan(Lycée classique Cesare Beccaria (it)).
Barnaba fut ordonné prêtre à l'âge de 23 ans, en 1775. Il intégra l'Ordre des Barnabites. Oriani possédait à cette date tout ce qu'on connaissait alors des sciences exactes. Il avait même fait de tels progrès dans l'étude de l'astronomie qu'il était entré en qualité d'élève à l'observatoire de Brera. Il y eut pour maîtres Reggio, Angelo Cesaris et Joseph-Louis Lagrange, professeur de mathématiques. Deux ans plus tard, en 1777, il prenait rang d'astronome, et en 1778 il commençait dans les Ephémérides de Milan une série de mémoires sur la Lune pour corriger les tables de Mayer et d'Euler.
Comme astronome-praticien attaché à l'observatoire de Brera, on lui doit des suites d'observations de déclinaisons d'étoiles faites au cercle répétiteur, ainsi qu'un nombre important de déterminations solsticiales.
Envoyé par l'empereur Joseph II en Angleterre, en 1786, pour faire construire par Jesse Ramsden un grand cercle mural de sept pieds et demi et plusieurs autres instruments que le gouvernement lombard faisait exécuter pour l'usage de l'observatoire de Brera, Oriani fit connaissance pendant ce voyage de Nevil Maskelyne, et William Herschel avec lequel il resta toujours en correspondance. Il voyagea la même année en Europe, et visita, en particulier, les grands observatoires.
Revenu au terme de six mois à Milan, il participa à la mesure d'un arc du méridien en Italie, et avec Reggio et Cesaris, dirigea les opérations trigonométriques (en couvrant la Lombardie d'un réseau de triangles) au moyen desquelles on voulait faire une triangulation pour la carte du pays.
Il se signala à l'attention de la communauté scientifique internationale en trouvant quelques jours après la découverte de William Herschel l'orbite de la planète Uranus. Il a également expliqué la théorie de la réfraction astronomique, de sorte que le général Bonaparte, entré avec ses troupes dans 1796 à Milan, voulu le rencontrer en personne.
Vincenzo Monti (poète), avec qui il était lié par l'amitié et l'estime, lui dédia le célèbre Proposte pour le « Vocabolario della Crusca ».
Oriani donna en 1788 des Tables d'Uranus ; en 1798 une Théorie de Mercure. Ses Elémens de trigonométrie sphéroïdique ((it) Elementi di trigonometria sferoidica), sont publiés en 1806.
Pendant les troubles qui suivirent l'invasion française, il sut se rendre respectable à tous les partis, et n'interrompit pas un instant le cours de ses travaux. Après la victoire de Marengo, il eut mission de réorganiser les universités de Pavie et de Bologne, et présida la commission formée pour régler le système des poids et mesures.
Lorsque Giuseppe Piazzi découvrit en 1801 la planète Cérès, qu'il prit d'abord pour une comète, Oriani calcula d'après les premières observations de cet astronome l'orbite de la nouvelle étoile, et démontra que c'était une planète.
Oriani fut un des 30 membres de l'Institut de Milan.
Oriani, pendant la courte durée du royaume d'Italie (1805-1814), fut de la part de Napoléon Ier l'objet de prévenances toutes particulières. Oriani accepta la direction de l'Observatoire de Milan, une forte pension, le titre de comte du Royaume, la place de sénateur du royaume lombard, les décorations de la Légion d'honneur et celle de l'Ordre de la Couronne de fer. Il était également membre du collège électoral des docteurs d'Olona. Pour ne pas abandonner ses études favorites, il refusa l'évêché de Vigevano et le portefeuille de l'instruction publique.
Le gouvernement autrichien du royaume lombard-vénitien rendit justice au mérite éminent d'Oriani en le laissant jusqu'à sa mort à la tête de l'observatoire. Il eut part à l'achèvement de la grande carte d'Italie, commencée sous la domination française.
Toutes ces richesses, tous ces honneurs ne l'empêchaient pas d'observer à midi la hauteur méridienne du soleil, de chercher le soir des traces de la parallaxe annuelle des étoiles dans des mesures de déclinaison, et de consacrer le reste de la journée à des spéculations mathématiques.
Oriani est également connu pour des œuvres importantes de la philanthropie : dans son testament, il fit don de biens considérables, résultat de la gloire et des honneurs acquis par ses études, à l'observatoire de Brera, à la Bibliothèque Ambrosienne, au séminaire de l'archevêché ainsi qu'à l'orphelinat San Pietro de Gessate.
Après sa mort, certains scientifiques, y compris l'astronome Francesco Carlini, ont signé un Manifesto pour l'érection d'un monument, à la gloire d'Oriani, situé dans le Palais des Sciences et des Arts. Le projet échoua.
Son nom est gravé sur les murs de la Chartreuse de Garegnano
Dans une autre plaque apposée en 1970 dans l'ancien cimetière des Fopponino di Milano, son nom est inscrit parmi les autres illustres barnabites enterrés.

## Publications

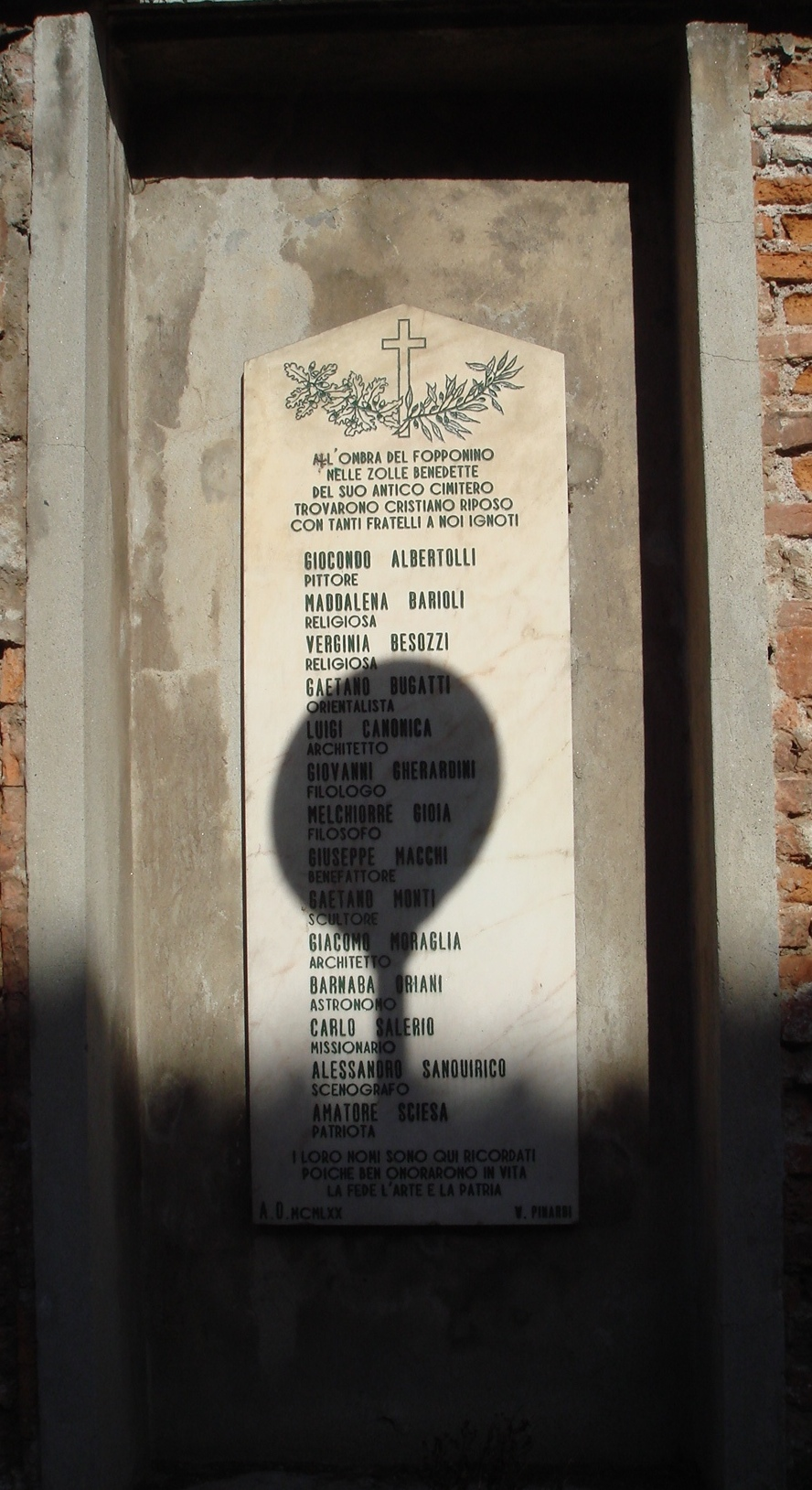
Illustres barnabites.

Presque tous les écrits de ce savant ont été inscris dans les Éphémérides : de 1778 à 1831, on en compte cent six, la plupart en latin; les plus remarquables sont :
- Interpolations des lieux de la lune, éphémérides astronomiques, Milan, 1788 ;
- Tables du mouvement horaire de la lune, ibid. , 1779 ;
- Réduction des lieux des étoiles, ibid., 1779 ;
- Occultations des étoiles, ibid., 1782 ;
- Précession des équinoxes, ibid., 1783 ;
- Tables d'Uranus, 1783 ;
- Lunettes achromatiques, Mémoires de la Société italienne, Vérone, 1786 ;
- (la) Theoria planetæ Urani, Milan, 1789, in-4 ;
- Perturbations de Mercure par l'action de Vénus, éphémérides astronomiques, Milan, 1796 ;
- Correction des tables de Mercure, ibid., 1797 ;
- Manière de corriger les tables pour les observations, ibid., 1797 ;
- (la) Theoria planetæ Mercurii, Milan, 1798, in-8 ;
- Formules analytiques pour la perturbation des planètes, éphémérides astronomiques, ibid., 1802 ;
- Elémens de trigonométrie sphéroïdique ((it) Elementi di trigonometria sferoidica), Bologne, 1806, in-8, ouvrage classique. ;
- Opuscules astronomiques, Milan, 1806, in-8.

## Hommages
L'astéroïde (4540) Oriani porte son nom.

## Titres
- Comte Oriani et du Royaume d'Italie (lettres patentes du 11 octobre 1810).

## Armoiries
| Figure | Blasonnement |
|        | Armes de comte du Royaume, Écartelé : au 1, des comtes sénateurs (du Royaume) ; au 2, d'argent à une demi-zone d'azur bordé du champ, posé en bande, semée d'étoiles avec un comète crinée, le tout du même ; au 3, gueules au cadran astronomique d'or ; au 4, de sinople à deux barres d'argent., |

## Source de traduction
- (it) Cet article est partiellement ou en totalité issu de l’article de Wikipédia en italien intitulé « Barnaba Oriani » (voir la liste des auteurs).